# Erovnuli Liga 2022
L'Erovnuli Liga 2022 è stata la trentaquattresima edizione della massima serie del campionato georgiano di calcio, iniziata il 25 febbraio 2022 e terminerà il 3 dicembre 2022. La Dinamo Batumi era la squadra campione in carica. La Dinamo Tbilisi si è laureata campione per la 19ª volta nella sua storia.

## Stagione

### Novità
Dalla Erovnuli Liga 2021 sono stati retrocessi in Erovnuli Liga 2 il Shukura Kobuleti, dopo aver perso lo spareggio promozione/retrocessione, e il Samt'redia, mentre dalla Erovnuli Liga 2 sono stati promossi il Sioni Bolnisi e il Gagra, vincitore dello spareggio promozione/retrocessione.

### Formula
Le 10 squadre partecipanti si affrontano in un girone all'italiana con doppie partite di andata e ritorno, per un totale di 36 giornate. Al termine, la squadra prima classificata è dichiarata campione di Georgia ed ammessa al primo turno di qualificazione della UEFA Champions League 2023-2024. La seconda e la terza classificata vengono ammesse al primo turno di qualificazione della UEFA Europa Conference League 2023-2024, assieme alla squadra vincitrice della coppa nazionale. L'ultima classificata viene retrocessa in Erovnuli Liga 2, mentre l'ottava e la nona classificate disputano uno spareggio promozione/retrocessione contro la seconda e la terza classificate in Erovnuli Liga 2 per due posti in massima serie.

## Squadre partecipanti
| Club                   | Città      | Stadio                   | Stagione precedente         |
| ---------------------- | ---------- | ------------------------ | --------------------------- |
| Dila Gori              | Gori       | Stadio Tengiz Burjanadze | 3º posto in Erovnuli Liga   |
| Dinamo Batumi          | Batumi     | Batumi Arena             | Campione di Georgia         |
| Dinamo Tbilisi         | Tbilisi    | Stadio Boris Paichadze   | 2º posto in Erovnuli Liga   |
| Gagra                  | Tbilisi    | Stadio Kakhaber Kuchava  | 2º posto in Erovnuli Liga 2 |
| Lok’omot’ivi Tbilisi   | Tbilisi    | Stadio Mikheil Meskhi    | 5º posto in Erovnuli Liga   |
| Saburtalo Tbilisi      | Tbilisi    | Stadio Mikheil Meskhi    | 4º posto in Erovnuli Liga   |
| Samgurali Ts'q'alt'ubo | Tskhaltubo | Stadio 26 Maggio         | 7º posto in Erovnuli Liga   |
| Sioni Bolnisi          | Bolnisi    | Stadio Tamaz Stepania    | 1º posto in Erovnuli Liga 2 |
| Telavi                 | Telavi     | Stadio Givi Chokheli     | 6º posto in Erovnuli Liga   |
| T'orp'edo Kutaisi      | Kutaisi    | Stadio Givi Kiladze      | 8º posto in Erovnuli Liga   |

## Classifica
|  | Pos. | Squadra                | Pt | G  | V  | N  | P  | GF | GS  | DR  |
|  | ---- | ---------------------- | -- | -- | -- | -- | -- | -- | --- | --- |
|  | 1.   | Dinamo Tbilisi         | 80 | 36 | 24 | 8  | 4  | 73 | 29  | +44 |
|  | 2.   | Dinamo Batumi          | 77 | 36 | 23 | 8  | 5  | 87 | 34  | +53 |
|  | 3.   | Dila Gori              | 59 | 36 | 17 | 8  | 11 | 47 | 35  | +12 |
|  | 4.   | Samgurali Ts'q'alt'ubo | 57 | 36 | 15 | 12 | 9  | 55 | 43  | +12 |
|  | 5.   | T'orp'edo Kutaisi      | 54 | 36 | 15 | 9  | 12 | 48 | 48  | 0   |
|  | 6.   | Saburtalo Tbilisi      | 47 | 36 | 13 | 8  | 15 | 51 | 49  | +2  |
|  | 7.   | Telavi                 | 39 | 36 | 8  | 15 | 13 | 29 | 36  | -7  |
|  | 8.   | Sioni Bolnisi          | 36 | 36 | 8  | 12 | 16 | 38 | 60  | -22 |
|  | 9.   | Gagra                  | 36 | 36 | 9  | 9  | 18 | 36 | 57  | −21 |
|  | 10.  | Lok’omot’ivi Tbilisi   | 8  | 36 | 1  | 5  | 30 | 28 | 101 | −73 |

Legenda:
      Campione di Georgia e ammessa alla UEFA Champions League 2023-2024.
      Ammesse alla UEFA Europa Conference League 2023-2024.
 Ammessa allo spareggio promozione/retrocessione.
      Retrocesse in Erovnuli Liga 2 2023.
Note:
Tre punti a vittoria, uno a pareggio, zero a sconfitta.
La classifica viene stilata secondo i seguenti criteri:
- Punti conquistati
- Punti conquistati negli scontri diretti
- Differenza reti negli scontri diretti
- Reti realizzate negli scontri diretti
- Reti realizzate in trasferta negli scontri diretti (solo tra due squadre)
- Differenza reti generale
- Reti totali realizzate

## Risultati

### Partite (1-18)
|                        | Dil  | DiB  | DiT  | Gag  | Lok  | Sab  | Sgr  | Sio  | Tel  | Tor  |
| ---------------------- | ---- | ---- | ---- | ---- | ---- | ---- | ---- | ---- | ---- | ---- |
| Dila Gori              | –––– | 2-1  | 0-1  | 2-1  | 4-1  | 1-0  | 1-0  | 2-1  | 2-1  | 2-0  |
| Dinamo Batumi          | 3-0  | –––– | 3-0  | 5-2  | 7-2  | 2-2  | 4-4  | 4-0  | 1-0  | 4-0  |
| Dinamo Tbilisi         | 2-1  | 0-0  | –––– | 5-0  | 2-1  | 0-0  | 0-0  | 1-0  | 3-2  | 4-0  |
| Gagra                  | 1-0  | 0-3  | 1-0  | –––– | 5-3  | 1-0  | 0-2  | 1-2  | 2-2  | 0-2  |
| Lokomotivi Tbilisi     | 0-3  | 0-2  | 0-2  | 0-2  | –––– | 2-1  | 0-2  | 1-2  | 0-1  | 0-3  |
| Saburtalo Tbilisi      | 0-2  | 0-0  | 1-1  | 3-0  | 3-1  | –––– | 2-1  | 3-3  | 1-0  | 2-0  |
| Samgurali Ts'q'alt'ubo | 0-0  | 0-3  | 2-1  | 1-1  | 3-1  | 3-0  | –––– | 1-1  | 2-1  | 3-0  |
| Sioni Bolnisi          | 0-0  | 1-1  | 3-7  | 2-1  | 5-1  | 1-0  | 0-2  | –––– | 0-2  | 1-1  |
| Telavi                 | 0-0  | 0-2  | 1-1  | 1-0  | 5-0  | 0-2  | 0-0  | 2-0  | –––– | 0-0  |
| Torpedo Kutaisi        | 1-0  | 0-3  | 0-3  | 1-0  | 4-2  | 0-1  | 0-2  | 3-0  | 1-1  | –––– |

### Partite (19-36)
|                        | Dil  | DiB  | DiT  | Gag  | Lok  | Sab  | Sgr  | Sio  | Tel  | Tor  |
| ---------------------- | ---- | ---- | ---- | ---- | ---- | ---- | ---- | ---- | ---- | ---- |
| Dila Gori              | –––– | 0–1  | 2–3  | 1–1  | 1-0  | 3–0  | 3-0  | 1–2  | 0–0  | 2–1  |
| Dinamo Batumi          | 3-2  | –––– | 4–1  | 2–0  | 4–2  | 3–2  | 1-2  | 3–0  | 4–0  | 2-2  |
| Dinamo Tbilisi         | 3-0  | 1-0  | –––– | 2-1  | 5–0  | 3–1  | 3–0  | 3–1  | 1-1  | 5-1  |
| Gagra                  | 0-0  | 1-4  | 0-1  | –––– | 2–0  | 3–3  | 1–1  | 2–1  | 1–1  | 0–2  |
| Lokomotivi Tbilisi     | 2–2  | 1–1  | 0–2  | 0–2  | –––– | 0-1  | 1–4  | 2–2  | 0–2  | 0–0  |
| Saburtalo Tbilisi      | 0–2  | 2–4  | 1–2  | 2–1  | 5–1  | –––– | 3–1  | 1–1  | 0-1  | 2–4  |
| Samgurali Ts'q'alt'ubo | 0–3  | 3–0  | 1-1  | 2–2  | 4–1  | 0–3  | –––– | 2–1  | 2–0  | 2–2  |
| Sioni Bolnisi          | 1–2  | 1–1  | 0–2  | 0–0  | 5-2  | 1-0  | 0-0  | –––– | 0-0  | 0-3  |
| Telavi                 | 1-1  | 0–2  | 1–2  | 1–0  | 0–0  | 0–3  | 1–1  | 0–0  | –––– | 1-1  |
| Torpedo Kutaisi        | 4–1  | 1–0  | 0–0  | 0-1  | 3–1  | 1–1  | 3–2  | 3-0  | 1–0  | –––– |

## Spareggi salvezza
Agli spareggi salvezza vengono ammesse le squadre classificatesi all'ottavo e al nono posto in Erovnuli Liga e le squadre classificatesi al secondo e al terzo posto in Erovnuli Liga 2.
|               | Risultati       |               | Luogo e data               |
| ------------- | --------------- | ------------- | -------------------------- |
| Samt'redia    | 1 - 0           | Sioni Bolnisi | Samtredia, 7 dicembre 2022 |
| Sioni Bolnisi | 0 - 2           | Samt'redia    | Bolnisi, 11 dicembre 2022  |
|               |                 |               |                            |
| Gagra         | 2 - 0           | Spaeri        | Tbilisi, 8 dicembre 2022   |
| Spaeri        | 3 - 1 (4-5 dtr) | Gagra         | Tbilisi, 12 dicembre 2022  |
|               |                 |               |                            |

## Statistiche

### Classifica marcatori
| Gol |  |  | Giocatore           | Squadra                       |
| --- |  |  | ------------------- | ----------------------------- |
| 19  |  |  | Flamarion           | Dinamo Batumi                 |
| 13  |  |  | Irakli Rukhadze     | Samgurali Ts'q'alt'ubo        |
| 12  |  |  | Irakli Sikharulidze | Saburtalo Tbilisi             |
| 10  |  |  | Stanislav Bilen'kyj | Dinamo Tbilisi                |
| 10  |  |  | Ousmane Camara      | Dinamo Tbilisi                |
| 10  |  |  | Mate Vatsadze       | Gagra (6) / Dinamo Batumi (4) |
| 9   |  |  | Tornik'e Kapanadze  | Dila Gori                     |
| 9   |  |  | Nika Khorkheli      | Sioni Bolnisi                 |
| 9   |  |  | Giorgi Kukhianidze  | Torpedo Kutaisi               |